# Federazione di hockey su ghiaccio della Slovacchia
La Federazione slovacca di hockey su ghiaccio (in slovacco Slovenský zväz ľadového hokeja, in sigla, SZĽH) è la federazione nazionale di hockey su ghiaccio della Slovacchia.
È nata il 2 febbraio 1993, dopo lo scioglimento della Cecoslovacchia e della sua federazione hockeistica, e dallo stesso giorno è membro della Federazione internazionale.
Organizza il massimo campionato di hockey del paese, l'Extraliga, e le serie minori, oltre a gestire le attività delle rappresentative nazionali a livello internazionale.
Grazie alle nazionali, vanta un oro (2002), un argento (2000) ed un bronzo (2003) ai mondiali maschili, un bronzo della U-20 maschile (1999) ed un argento (2003) ed un bronzo (1999) della U-18 maschile.